# Rally de Polonia de 2022
El Rally de Polonia de 2022, oficialmente 78. Orlen Rajd Polski - Rally Poland, fue la septuagésima octava edición y la cuarta ronda de la temporada 2022 del Campeonato de Europa de Rally. Se celebró del 10 al 12 de junio y contó con un itinerario de 14 tramos sobre tierra que sumaban un total de 188,10 km cronometrados. 

## Lista de inscriptos
| Num.                     | Piloto              | Copiloto               | Automóvil              | Equipo                              |
| ------------------------ | ------------------- | ---------------------- | ---------------------- | ----------------------------------- |
| 1                        | Efrén Llarena       | Sara Fernández         | Škoda Fabia Rally2 evo | Team MRF Tyres                      |
| 2                        | Nil Solans          | Marc Martí             | Hyundai i20 N Rally2   | Nil Solans                          |
| 3                        | Mikołaj Marczyk     | Szymon Gospodarczyk    | Škoda Fabia Rally2 evo | Orlen Team                          |
| 4                        | Javier Pardo Siota  | Adrián Pérez Fernández | Škoda Fabia Rally2 evo | Javier Pardo Siota                  |
| 5                        | Simone Tempestini   | Sergiu Itu             | Škoda Fabia Rally2 evo | Simone Tempestini                   |
| 6                        | Simone Campedelli   | Tania Canton           | Škoda Fabia Rally2 evo | Team MRF Tyres                      |
| 7                        | Alberto Battistolli | Simone Scattolin       | Škoda Fabia Rally2 evo | Alberto Battistolli                 |
| 8                        | Norbert Herczig     | Igor Bacigál           | Škoda Fabia Rally2 evo | Team MRF Tyres                      |
| 9                        | Grzegorz Grzyb      | Adrian Sadowski        | Škoda Fabia Rally2 evo | Topp-Cars Rally Team                |
| 10                       | Filip Mareš         | Radovan Bucha          | Škoda Fabia Rally2 evo | Entry Engineering - ATT Investments |
| 11                       | Tom Kristensson     | Andreas Johansson      | Hyundai i20 R5         | Kowax 2BRally Racing                |
| 12                       | Vaidotas Žala       | Ilka Minor             | Škoda Fabia Rally2 evo | Teltonika Racing                    |
| 14                       | Mārtiņš Sesks       | Renars Francis         | Škoda Fabia Rally2-Kit | Proracing Rally Team                |
| 15                       | Ken Torn            | Kauri Pannas           | Ford Fiesta Rally2     | Plon RT                             |
| 16                       | Łukasz Kotarba      | Tomasz Kotarba         | Citroën C3 Rally2      | BTH Import Stal Rally Team          |
| 17                       | Vladas Jurkevičius  | Aisvydas Paliukėnas    | Škoda Fabia Rally2 evo | Vladas Jurkevičius                  |
| 18                       | Gregor Jeets        | Timo Taniel            | Škoda Fabia Rally2 evo | Tehase Auto                         |
| 19                       | Priit Koik          | Kristo Tamm            | Ford Fiesta Rally2     | OT Racing                           |
| 20                       | Maciej Lubiak       | Grzegorz Dachowski     | Škoda Fabia Rally2 evo | Maciej Lubiak                       |
| 21                       | Zbigniew Gabryś     | Michał Marczewski      | Škoda Fabia Rally2 evo | Zbigniew Gabryś                     |
| 22                       | Łukasz Byśkiniewicz | Daniel Siatkowski      | Hyundai i20 R5         | APRMotorsport                       |
| 23                       | Adrian Chwietczuk   | Damian Syty            | Škoda Fabia Rally2 evo | Adrian Chwietczuk                   |
| 24                       | Daniel Chwist       | Kamil Heller           | Škoda Fabia Rally2 evo | Daniel Chwist                       |
| 25                       | Joan Vinyes         | Jordi Mercader         | Suzuki Swift R4LLY S   | Suzuki Motor Ibérica                |
| 26                       | Alberto Monarri     | Carlos Cancela         | Suzuki Swift R4LLY S   | Suzuki Motor Ibérica                |
| 27                       | Igor Widłak         | Daniel Dymurski        | Ford Fiesta Rally3     | KG-RT                               |
| 28                       | Kaspar Kasari       | Rainis Raidma          | Ford Fiesta Rally3     | OT Racing                           |
| 29                       | Dmitry Feofanov     | Normunds Kokins        | Ford Fiesta Rally3     | Dmitry Feofanov                     |
| 30                       | Robert Virves       | Julia Thulin           | Ford Fiesta Rally3     | M-Sport Poland                      |
| 31                       | McRae Kimathi       | Mwangi Kioni           | Ford Fiesta Rally3     | McRae Kimathi                       |
| 32                       | Andrea Mabellini    | Virginia Lenzi         | Renault Clio Rally4    | Toksport WRT                        |
| 33                       | Anthony Fotia       | Arnaud Dunand          | Renault Clio Rally4    | Toksport WRT                        |
| 34                       | Óscar Palomo Ortíz  | Xavi Moreno            | Peugeot 208 Rally4     | Rallye Team Spain                   |
| 35                       | Paulo Soria         | Marcelo Der Ohannesian | Renault Clio Rally5    | Paulo Soria                         |
| 36                       | Laurent Pellier     | Marine Pelamourgues    | Opel Corsa Rally4      | ADAC Opel Rallye Junior Team        |
| 37                       | Roberto Daprà       | Luca Guglielmetti      | Ford Fiesta Rally4     | Roberto Daprà                       |
| 38                       | Alex Español        | Rogelio Peñate         | Peugeot 208 Rally4     | ACA eSport                          |
| 39                       | Joosep Ralf Nõgene  | Aleks Lesk             | Ford Fiesta Rally4     | CKR Estonia                         |
| 40                       | Nick Loof           | Hugo Magalhães         | Ford Fiesta Rally4     | Nick Loof                           |
| 41                       | Martin László       | Dávid Berendi          | Renault Clio Rally4    | M-Sport Racing Kft.                 |
| 42                       | Daniel Polášek      | Kateřina Janovská      | Ford Fiesta Rally4     | Yacco ACCR Team                     |
| 43                       | Victor Hansen       | Victor Johansson       | Ford Fiesta Rally4     | Victor Hansen                       |
| 44                       | Gracjan Predko      | Adrian Sadowski        | Peugeot 208 Rally4     | Gracjan Predko                      |
| 45                       | Tymoteusz Jocz      | Maciej Judycki         | Ford Fiesta Rally4     | Tymoteusz Jocz                      |
| 46                       | Adam Sroka          | Patryk Kielar          | Peugeot 208 Rally4     | Kowax 2BRally Racing                |
| 47                       | Marek Nowak         | Adam Grzelka           | Opel Corsa Rally4      | Marek Nowak                         |
| 48                       | Ola Nore Jr         | Jack Morton            | Ford Fiesta Rally4     | Ola Nore Jr                         |
| 49                       | Justas Simaška      | Giedrius Nomeika       | Ford Fiesta Rally4     | Mažeikių Auto Sporto Klubas         |
| 50                       | Toni Herranen       | Mikko Lukka            | Ford Fiesta Rally4     | Toni Herranen                       |
| 51                       | Luca Waldherr       | Claudia Maier          | Opel Corsa Rally4      | ADAC Opel Rallye Junior Team        |
| 52                       | Norbert Maior       | Francesca Maria Maior  | Renault Clio Rally4    | Topp-Cars Rally Team                |
| 53                       | Mattia Vita         | Massimiliano Bosi      | Ford Fiesta Rally4     | Mattia Vita                         |
| Fuente: ewrc-results.com |                     |                        |                        |                                     |

## Itinerario
| Día                      | Tramo | Nombre                | Distancia | Ganador de la etapa | Automóvil              | Tiempo  | Líder de la general        |
| ------------------------ | ----- | --------------------- | --------- | ------------------- | ---------------------- | ------- | -------------------------- |
| Día 1 (10 de junio)      | —     | Baranowo (Shakedown)  | 3.46 km   | Alberto Battistolli | Škoda Fabia Rally2 evo | 2:02.2  | —                          |
| Día 1 (10 de junio)      | SS1   | Mikołajki Arena 1     | 2.50 km   | Nil Solans          | Hyundai i20 N Rally2   | 1:49.7  | Nil Solans                 |
| Día 2 (11 de junio)      | SS2   | Krzywe 1              | 15.20 km  | Mikołaj Marczyk     | Škoda Fabia Rally2 evo | 7:54.7  | Nil Solans                 |
| Día 2 (11 de junio)      | SS3   | Wojnasy 1             | 12.87 km  | Mikołaj Marczyk     | Škoda Fabia Rally2 evo | 6:13.7  | Nil Solans Mikołaj Marczyk |
| Día 2 (11 de junio)      | SS4   | Wieliczki 1           | 24.36 km  | Nil Solans          | Hyundai i20 N Rally2   | 11:54.8 | Nil Solans                 |
| Día 2 (11 de junio)      | SS5   | Krzywe 2              | 15.20 km  | Mikołaj Marczyk     | Škoda Fabia Rally2 evo | 7:51.7  | Nil Solans                 |
| Día 2 (11 de junio)      | SS6   | Wojnasy 2             | 12.87 km  | Nil Solans          | Hyundai i20 N Rally2   | 6:08.3  | Nil Solans                 |
| Día 2 (11 de junio)      | SS7   | Wieliczki 2           | 24.36 km  | Mikołaj Marczyk     | Škoda Fabia Rally2 evo | 11:50.7 | Mikołaj Marczyk            |
| Día 2 (11 de junio)      | SS8   | Mikołajki Arena 2     | 2.50 km   | Mikołaj Marczyk     | Škoda Fabia Rally2 evo | 1:46.7  | Mikołaj Marczyk            |
| Día 3 (12 de junio)      | SS9   | Mikołajki MAX 1       | 9.34 km   | Efrén Llarena       | Škoda Fabia Rally2 evo | 5:17.7  | Mikołaj Marczyk            |
| Día 3 (12 de junio)      | SS10  | Świętajno 1           | 18.61 km  | Tom Kristensson     | Hyundai i20 R5         | 10:20.1 | Mikołaj Marczyk            |
| Día 3 (12 de junio)      | SS11  | Miłki 1               | 11.17 km  | Vaidotas Žala       | Škoda Fabia Rally2 evo | 5:31.1  | Mikołaj Marczyk            |
| Día 3 (12 de junio)      | SS12  | Mikołajki MAX 2       | 9.34 km   | Ken Torn            | Ford Fiesta Rally2     | 5:18.4  | Mikołaj Marczyk            |
| Día 3 (12 de junio)      | SS13  | Świętajno 2           | 18.61 km  | Tom Kristensson     | Hyundai i20 R5         | 10:16.7 | Mikołaj Marczyk            |
| Día 3 (12 de junio)      | SS14  | Miłki 2 (Power Stage) | 11.17 km  | Vaidotas Žala       | Škoda Fabia Rally2 evo | 5:23.4  | Mikołaj Marczyk            |
| Fuente: ewrc-results.com |       |                       |           |                     |                        |         |                            |

### Power stage
El power stage fue una etapa de 11.17 km al final del rally. Se otorgaron puntos adicionales del campeonato europeo a los cinco más rápidos.
| Pos. | Piloto            | Copiloto          | Coche                  | Equipo               | Tiempo | Puntos |
| ---- | ----------------- | ----------------- | ---------------------- | -------------------- | ------ | ------ |
| 1    | Vaidotas Žala     | Ilka Minor        | Škoda Fabia Rally2 evo | Teltonika Racing     | 5:23.4 | 5      |
| 2    | Simone Tempestini | Sergiu Itu        | Škoda Fabia Rally2 evo | Simone Tempestini    | +3.1   | 4      |
| 3    | Ken Torn          | Kauri Pannas      | Ford Fiesta Rally2     | Plon RT              | +3.1   | 3      |
| 4    | Tom Kristensson   | Andreas Johansson | Hyundai i20 R5         | Kowax 2BRally Racing | +3.6   | 2      |
| 5    | Gregor Jeets      | Timo Taniel       | Škoda Fabia Rally2 evo | Tehase Auto          | +3.9   | 1      |

## Clasificación final
| Pos.                     | Piloto              | Copiloto               | Automóvil              | Equipo                              | Tiempo    | Puntos |
| ------------------------ | ------------------- | ---------------------- | ---------------------- | ----------------------------------- | --------- | ------ |
| 1                        | Mikołaj Marczyk     | Szymon Gospodarczyk    | Škoda Fabia Rally2 evo | Orlen Team                          | 1:38:05.4 | 30     |
| 2                        | Tom Kristensson     | Andreas Johansson      | Hyundai i20 R5         | Kowax 2BRally Racing                | +10.0     | 24+2   |
| 3                        | Ken Torn            | Kauri Pannas           | Ford Fiesta Rally2     | Plon RT                             | +18.1     | 21+3   |
| 4                        | Efrén Llarena       | Sara Fernández         | Škoda Fabia Rally2 evo | Team MRF Tyres                      | +34.7     | 19     |
| 5                        | Simone Tempestini   | Sergiu Itu             | Škoda Fabia Rally2 evo | Simone Tempestini                   | +35.9     | 17+4   |
| 6                        | Grzegorz Grzyb      | Adrian Sadowski        | Škoda Fabia Rally2 evo | Topp-Cars Rally Team                | +1:48.0   | 15     |
| 7                        | Filip Mareš         | Radovan Bucha          | Škoda Fabia Rally2 evo | Entry Engineering - ATT Investments | +1:50.3   | 13     |
| 8                        | Alberto Battistolli | Simone Scattolin       | Škoda Fabia Rally2 evo | Alberto Battistolli                 | +1:53.2   | 11     |
| 9                        | Javier Pardo Siota  | Adrián Pérez Fernández | Škoda Fabia Rally2 evo | Javier Pardo Siota                  | +2:38.4   | 9      |
| 10                       | Norbert Herczig     | Igor Bacigál           | Škoda Fabia Rally2 evo | Team MRF Tyres                      | +2:51.3   | 7      |
| 11                       | Gregor Jeets        | Timo Taniel            | Škoda Fabia Rally2 evo | Tehase Auto                         | +3:05.0   | 5+1    |
| 12                       | Adrian Chwietczuk   | Damian Syty            | Škoda Fabia Rally2 evo | Adrian Chwietczuk                   | +3:10.3   | 4      |
| 13                       | Robert Virves       | Julia Thulin           | Ford Fiesta Rally3     | M-Sport Poland                      | +3:42.0   | 3      |
| 14                       | Maciej Lubiak       | Grzegorz Dachowski     | Škoda Fabia Rally2 evo | Maciej Lubiak                       | +4:13.2   | 2      |
| 15                       | Łukasz Kotarba      | Tomasz Kotarba         | Citroën C3 Rally2      | BTH Import Stal Rally Team          | +4:16.8   | 1      |
| Fuente: ewrc-results.com |                     |                        |                        |                                     |           |        |

## Clasificaciones tras el rally
| Posición | Piloto             | Puntos | Cambios de posición |
| -------- | ------------------ | ------ | ------------------- |
| 1        | Efrén Llarena      | 89     | Sin cambios         |
| 2        | Nil Solans         | 65     | Sin cambios         |
| 3        | Simone Tempestini  | 55     | Crecimiento         |
| 4        | Armindo Araújo     | 45     | Decrecimiento       |
| 5        | Javier Pardo Siota | 44     | Decrecimiento       |

| Posición | Equipo                       | Puntos | Cambios de posición |
| -------- | ---------------------------- | ------ | ------------------- |
| 1        | Team MRF Tyres               | 147    | Crecimiento         |
| 2        | Toksport WRT                 | 123    | Decrecimiento       |
| 3        | Rally Team Spain             | 103    | Sin cambios         |
| 4        | ADAC Opel Rallye Junior Team | 77     | Crecimiento         |
| 5        | Suzuki Motor Ibérica         | 64     | Decrecimiento       |